# Église Saint-Paul de Saint-Pal-de-Senouire
L'église Saint-Paul est un édifice situé à Saint-Pal-de-Senouire, en France.

## Localisation
L'église est située sur le territoire de la commune de Saint-Pal-de-Senouire, sur la route de La Chaise-Dieu à Paulhaguet , dans le département de la Haute-Loire, en région Auvergne-Rhône-Alpes.

## Description
L'architecture de l'abbaye de la Chaise-Dieu a marqué, en Velay, une innovation reprise par de nombreuses possessions ou prieurés sous obédience. L'église de Saint-Pal semble avoir réalisé le programme parmi tant d'autres églises du même type, en conservant son caractère d'église rurale. L'édifice semble remonter à la fin du XVe siècle, avec des parties plus anciennes. La nef de deux travées sous ogives précède une travée de chœur. Deux chapelles latérales sur la face nord, d'inégale grandeur, et sur la face sud, une chapelle de dimensions réduites. Suivant l'habitude instaurée par la Chaise-Dieu, les doubleaux chanfreinés s'insèrent dans les piliers à assises pentagonales, sans l'intermédiaire de chapiteaux. Des clefs de voûte, dont celle de la première travée, sont aux armes de France, pour rappeler le caractère d'abbaye royale de la Chaise-Dieu. Les fenêtres présentent des remplages tréflés. Le clocher comporte une baie sur chaque face, à voussure à chanfrein. Une tour d'escalier a été accolée au clocher pour en assurer l'accès. La porte d'entrée sur la face sud, est largement ébrasée avec archivoltes sur colonnettes prismatiques et haut bahut.

## Historique
L'église est inscrite au titre des monuments historiques par arrêté du 3 juillet 1969.